# لشکرکشی سکیگاهارا
لشکرکشی سکیگاهارا (انگلیسی: Sekigahara Campaign) مجموعه‌ای از نبردها در ژاپن بود که بین ارتش شرقی همسو با توکوگاوا ایه‌یاسو و ارتش غربی وفادار به ایشیدا میتسوناری انجام شد که در نبرد سرنوشت‌ساز نبرد سکیگاهارا به اوج خود رسید. این درگیری از یک کارزار تنبیهی به رهبری ایه‌یاسو علیه خاندان اوئه‌سوگی در شمال شرقی منطقه توهوکو آغاز شد و به میتسوناری فرصتی داد تا هنگامی که ایه‌یاسو راهی نبرد به طرف شمال ژاپن بود، او را به نام کانپاکو و سشو (تویوتومی هیده‌یوری) محکوم کند.

## پس زمینه
با مرگ تویوتومی هیده‌یوشی — جنگجوی بزرگی که ژاپن را پس از بیش از یک قرن ناآرامی داخلی متحد کرد — در سال ۱۵۹۸، پسر ۵ ساله او تویوتومی هیده‌یوری رسماً جانشین او به عنوان کانپاکو و سشو یا نایب‌السلطنه امپراتوری شد. از آنجایی که هیده‌یوری تنها پنج سال داشت، ژاپن توسط گوتایرو (شورای پنج نفره از بزرگان) و گو-بوگیو (پنج مسئول امور عملی) که توسط هیده‌یوشی به عنوان نایب‌السلطنه برای پسرش هیده‌یوری گمارده شده بودند اداره می‌شد.
توکوگاوا ایه‌یاسو، یکی از اعضای شورای پنج نفره بزرگان، محل کار خود را در محل سکونت قبلی هیده‌یوشی در قلعه فوشیمی قرار داد و برخلاف محدودیت‌های شورا در انجام این کار، ازدواج سیاسی برای فرزندانش ترتیب داد و خشم سیاسی را برانگیخت. یکی از اعضای گو-بوگیو گمارده شده به مدیریت مدنی توسط هیده‌یوشی، تلاش کرد به مائدا توشی‌ایه، عضو شورا و نگهبان هیده‌یوری، در قلعه اوساکا نزدیک شود تا علیه ایه‌یاسو توطئه کند؛ اما، مداخله هوسوکاوا تادائوکی، یکی از دوستان ایه‌یاسو و از خاندان مائدا، پسر توشی‌ایه، مائدا توشیناگا را متقاعد کرد که پدرش را از مخالفت با ایه‌یاسو منصرف کند.
میتسوناری به تلاش برای ترور ایه‌یاسو متوسل شد، اما زمانی که طرح شکست خورد، چندین ژنرال ایه‌یاسو به‌طور مستقل تلاش کردند تا میتسوناری را از بین ببرند. ایه‌یاسو با این شرط موافقت کرد که میتسوناری در بهار ۱۵۹۹ در قلعه ساوایاما تبعید شود. اندکی پس از آن، مائدا توشی‌ایه در ماه آوریل درگذشت و پسرش مائدا توشیناگا به جای او انتخاب شد؛ اما خود ایه‌یاسو سرپرستی هیده‌یوری را بر عهده گرفت و قلعه اوساکا را در ۲۸ اکتبر اشغال کرد و اعضای گوتایرو (شورای پنج نفره از بزرگان) و گو-بوگیو (پنج مسئول امور عملی) را بیشتر عصبانی کرد.

### بسیج
اوئه‌سوگی کاگه‌کاتسو، یکی دیگر از اعضای شورا، با نظامی‌سازی از ایه‌یاسو سرپیچی کرد و به ۸۰۰۰۰ مرد دستور داد تا قلعه‌ای در آیزو بسازند و استحکامات و شبکه‌های جاده‌ای آن را گسترش دهند. در ۷ مه ۱۶۰۰، ایه‌یاسو نامه‌ای به کاگه‌کاتسو ارسال کرد و خواستار توضیح آن شد. مشاور ارشد کاگه‌کاتسو، نائوئه کانه‌تسوگو با امتناع تمسخرآمیز به او پاسخ داد. مذاکرات بعدی شکست خورد و کاگه‌کاتسو حتی سعی کرد یکی از فرستادگان ایه‌یاسو را به عنوان جاسوس کشته بکشد و پس از اینکه کاگه‌کاتسو حاضر نشد شخصاً در اوساکا برای پاسخگویی به ایه‌یاسو حاضر شود. ایه‌یاسو در ۱۲ ژوئیه یک شورای جنگی را برای برنامه‌ریزی یک اردوکشی تنبیهی احضار کرد.

## حمله به آیزو
در ۲۴ ژوئیه، ایه‌یاسو برای عملیات تنبیهی خود از قلعه اوساکا خارج شد و شب بعد در قلعه فوشیمی توقف کرد تا به نگهبان قلعه توری موتوتادا دستورهای خود را در برابر حمله احتمالی تحت حمایت ایشیدا میتسوناری قبل از ادامه به سمت آیزو ارائه دهد. ایه‌یاسو از حمله ناگهانی ماتسونوری نگران بود و حمله توسط میتسوناری و متحدانش را پیش‌بینی کرده بود بنابراین او با سرعتی آهسته برای نظارت بر حرکات رقبای خود به راه افتاد و در ۱۰ اوت به ادو رسید و در آنجا شروع به جمع‌آوری نیروها کرد. اربابان هم‌مرز با قلمرو خاندان اوئه‌سوگی، به سرعت به استان‌های خود بازگشتند تا از خود در برابر اوئسوگی کاگه‌کاتسو دفاع کنند. میتسوناری بلافاصله پس از خروج ایه‌یاسو شروع به احضار توطئه‌گران به قلعه ساوایاما کرد، حتی برخی از آنها متقاعد شدند که سفر خود را برای پیوستن به اردوکشی ایه‌یاسو رها کنند، مانند اوتانی یوشیتسوگو در ۱۷ اوت، شورای جنگی میتسوناری تصمیم گرفت ارتش غربی را به عنوان ائتلافی علیه ایه‌یاسو، با عضویت یکی از شورای گوتایرو، موری تروموتو به عنوان فرمانده اسمی آن تشکیل دهد.
در ۲۲ اوت ۱۶۰۰، ائتلاف وارد قلعه اوساکا شد و ایجاد ارتش غربی را با ادعای سرپرستی هیده‌یوری اعلام کرد. در همان روز، میتسوناری یک سری اتهام‌های متشکل از ۱۳ ماده را علیه ایه‌یاسو به نمایندگی از پنج گو- بوگیو و سه عضو شورای گوتایرو (پنج بزرگ نایب السلطنه) صادر کرد. مائدا توشیناگا رای ممتنع انتخاب کرد زیرا قبلاً از ایه‌یاسو حمایت کرده بود. این اعلامیه عملاً اعلان جنگ بین ارتش‌های غربی و شرقی را نشان می‌دهد.

## جبهه چوبو-کانسای
محاصره فوشیمی

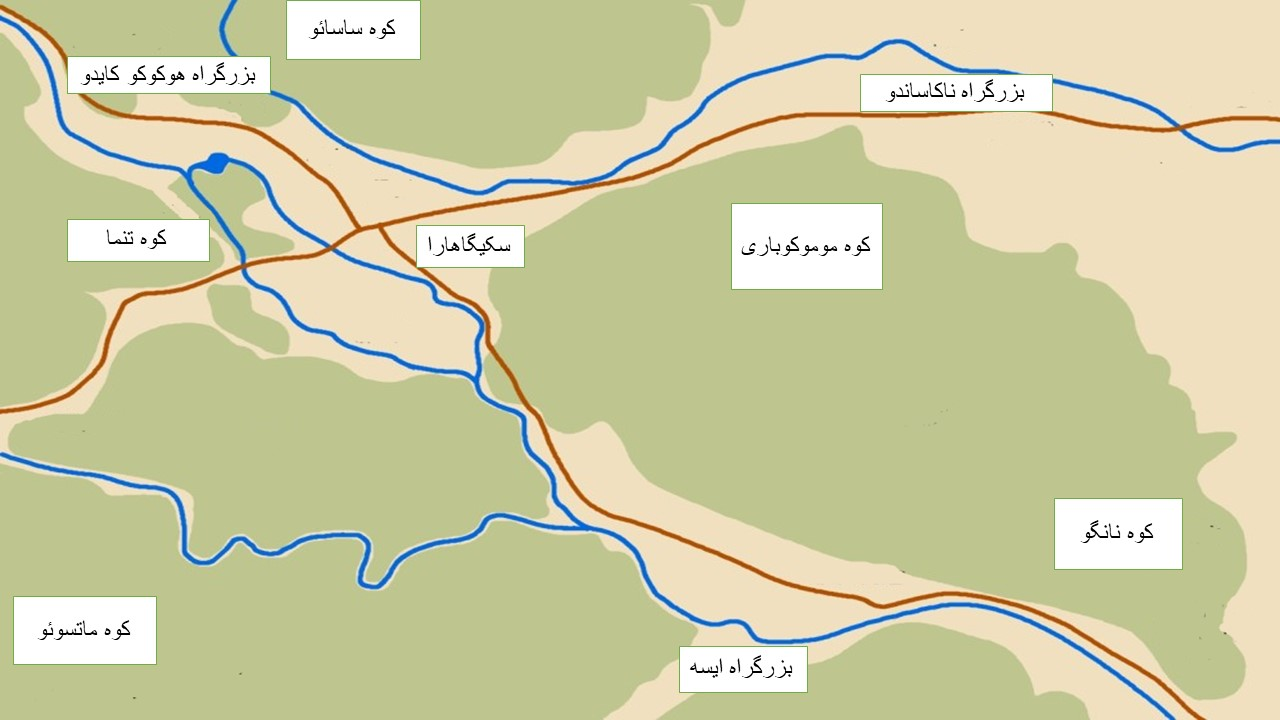
منطقه سکیگاهارا

اولین حمله بزرگ ارتش غرب در منطقه پایتخت، محاصره قلعه فوشیمی بود که در ۲۷ اوت آغاز شد. توری موتوتادا تصمیم گرفت تا آخر از قلعه دفاع کند و علیرغم ناکامی‌ها، دفاع تا ۶ سپتامبر ادامه داشت، زمانی که موتوتادا سپپوکو را انجام داد. نیروهای باقی‌مانده او، عمدتاً تلاش‌های میتسوناری برای حمایت از قلعه‌هایش را در امتداد جاده ناکاسندو به عقب انداختند. نه روز بعد، میتسوناری بدون منازعه وارد قلعه اوگاکی شد.
محاصره تانابه
ارتش غربی تلاش کرده بود وفاداری هوسوکاوا فوجیتاکا، پدر ژنرال ارتش شرقی هوسوکاوا تادائوکی را به طرف خود جلب کند. در ژوئیه ۱۶۰۰، ایشیدا میتسوناری با گروگان گرفتن همه کسانی که خانواده‌هایشان در قلعه اوساکا بودند، تلاش کرد تا اهرم فشاری بر کسانی که به سمت ایه‌یاسو متمایل بودند به دست آورد. در طی یکی از همین گروگان‌گیری‌ها همسر مسیحی هوسوکاوا تادائوکی به نام هوسوکاوا تاما برای جلوگیری از دستگیری، به خدمتکارش دستور داد که او را بکشد و محل زندگی آنها را آتش بزند. مرگ تاما در طی گروگانگیری به عنوان یک عمل هولناک از طرف ایشیدا میتسوناری در نظر گرفته شد و شوهر او، تادائوکی را به سمت ایه‌یاسو سوق داد همچنین پدر او فوجیتاکا را نیز با ایشیدا دشمن کرد. فوجیتاکا قلعه تانابه را در ولایت تانگو با ۵۰۰ مرد در حمایت از ایه‌یاسو تقویت کرد. در اواسط ماه اوت، حتی قبل از محکومیت رسمی ایه‌یاسو، ۱۵۰۰۰ سرباز ایشیدا تحت رهبری اونوگی شیگه‌کاتسو محاصره تانابه را آغاز کرده بودند. با این حال، نفوذ و اعتبار فوجیتاکا به عنوان یک دانشمند-شاعر به حدی بود که نیروهای وفادار ایشیدا حمله ضعیفی به قلعه تانابه انجام دادند، محاصره تنها در ۱۹ اکتبر به دنبال دستور امپراتور ژاپن مبنی بر تسلیم شدن برای حفظ جان افراد و کتابخانه گرانبهایش پایان یافت.
محاصره اوتسو
قلعه اوتسو در ساحل جنوب غربی دریاچه بیوا قرار داشت و کیوگوکو تاکاتسوگو فرمانده قلعه اوتسو بود. محاصره اوتسو در ۱۳ اکتبر توسط نیروهای ۱۵۰۰۰ نفری غربی کوبایاکاوا هیده‌کانه، تاچیبانا مونه‌شیگه و تسوکوشی هیروکادو، همراه با محاصره دریایی توسط ماشیتا ناگاموری آغاز شد. مقاومت سرسختانه نیروهای ارتش شرقی تحت فرماندهی تاکاتسوگو تنها در ۲۱ اکتبر پس از بمباران قلعه توسط ارتش غربی از کوه ناگارا پایان یافت، در این مرحله محاصره‌کنندگان غربی، مانند سربازان اونوگی شیگه‌کاتسو در محاصره تانابه، برای پیوستن به نبرد سرنوشت‌ساز سکیگاهارا دیر کرده بودند.

### لشکرکشیتوکایدو (جاده)
نبرد قلعه گیفو

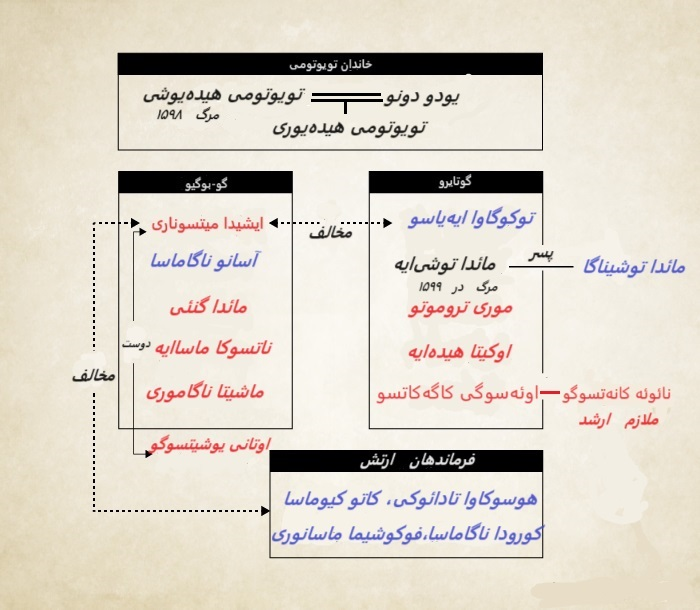
جناح‌های درگیر در لشکرکشی سکیگاهارا. طرفداران ایه‌‎یاسو با خط آبی و طرفداران ایشیدا با خط قرمز نشان داده شده‌اند.

در ۲۹ اوت، ایه‌یاسو یک پایگاه عملیاتی در اویاما، توچیگی ایجاد کرد، و تا ۱ سپتامبر ایه‌یاسو نقل مکان ۵۰۰۰۰ سربازی که در ادو در شمال جمع شده بودند به اویاما را شروع کرد و آماده حمله به کاگه‌کاتسو در آیزو شد، اما انتظار انجام این حمله را نداشت زیرا اعتقاد داشت داته، نیروهای موگامی و مائدا برای متوقف کردن پیشروی اوئه‌سوگی کافی هستند. با خبر سقوط قلعه فوشیمی، ایه‌یاسو به سرعت در ۱۰ سپتامبر به ادو بازگشت و از قبل برای بازگشت به سمت غرب برنامه‌ریزی کرده بود. او برای ایمن کردن چهارراهی نزدیک قلعه گیفو که در آن زمان توسط ارتش غربی که در قلعه اوگاکی مستقر بودند، تهدید می‌شد، ایه‌یاسو فوکوشیما ماسانوری، کورودا ناگاماسا، هوندا تاداکاتسو، ای نائوماسا و هوسوکاوا تادائوکی را در امتداد جاده توکایدو به سمت جلو فرستاد. ۱۶۰۰۰ مرد و پس از آن ۱۵۰۰۰ مرد تحت فرمان ایکدا تروماسا، آسانو یوشیناگا و یامائوچی کاتسوتویو، برای استحکام بخشیدن به تصرف قلعه کیوسو توسط فوکوشیما ماسانوری و تصرف قلعه گیفو از اودا هیده‌نوبو. ۳۱۰۰۰ سرباز از این «سپاه توکایدو» به سرعت گیفو را در ۲۸ سپتامبر محاصره کردند و اودا هیده‌نوبو را مجبور به تسلیم کردند.
در همین حال در اوساکا، ملازم خاندان موری، کیکاوا هیروایه از میتسوناری که موری تروموتو، فرمانده اسمی ارتش غربی را در قلعه محصور کرده بود، خشمگین شد و در پاسخ به این توهین، هیروایه مخفیانه با او ارتباط برقرار کرد. از طرف دیگر موری هیده‌موتو، پسرعموی تروموتو و معاون تروموتو، از تروموتو خواست قبل از هر گونه درگیری به ارتش شرقی فرار کند.
در ۲۹ سپتامبر، سپاه توکایدو ارتفاعات آکاساکا را اشغال کرد تا قلعه اوگاکی را تهدید کند، زیرا نابه‌شیما نائوشیگه دژ ارتش شرقی قلعه ماتسوکا را محاصره کرد که توسط یک پادگان ۱۷۰۰ نفری نگهداری می‌شد. ایشیدا میتسوناری در تاریخ ۱ اکتبر از قلعه اوگاکی به سمت قلعه ساوایاما رفت و در آنجا صرفنظر کردو موری تروموتو را که برای جمع‌آوری نیروها به قلمرو خود بازگشته بود، احضار کرد تا بازگردد؛ یکی از پیام‌آوران رهگیری شد، و اگر چه پیام‌رسان دوم موفق شد تروموتو را با ۳۰۰۰۰ سرباز خود ترغیب کند که بازگردند، اما آنها از رسیدن به درگیری‌های اصلی تأخیر داشتند.
ایه‌یاسو به سرعت به سمت منطقه پایتخت حرکت کرد و در ۱۲ اکتبر به شیمادا در ولایت سوروگا و روز بعد به ناکایزومی در ولایت توتومی رسید. در همان زمان موری هیده‌موتو و کیکاوا هیروایه وارد ولایت مینو شدند و کوه نانگو را مستحکم کردند. در طی این راهپیمایی، ایه‌یاسو یک خبر خوش دریافت کرد. نامه ای از فرمانده ارتش غربی کوبایاکاوا هیده‌آکی که به ارتش شرقی پیشنهاد جدایی از ارتش غربی می‌دهد. در ۱۷ اکتبر ایه‌یاسو به قلعه کیوسو رسید و قصد داشت اوگاکی را به‌طور کامل دور بزند تا قلعه ساوایاما یا اوساکا را تهدید کند و ۲ روز بعد به قلعه گیفو رسید.
نبرد کویسه‌گاوا
ایه‌یاسو حوالی ظهر ۲۰ اکتبر به آکاساکا ja:赤坂町 (岐阜県) (امروزه اوگاکی، گیفو) رسید و با بدنه اصلی سپاه توکایدو ملاقات کرد و بر روی تپه در اوکایاما اردو زد. آکاشی تاکه‌نوری نیروی کوچکی را به نبرد کویسه‌گاوا در نزدیکی اوگاکی هدایت کرد، ارتش شرقی را قلع و قمع کرد و آنها را مجبور به عقب‌نشینی به سکیگاهارا کرد تا در آنجا دو سپاه دوباره جمع شوند.
نبرد سکیگاهارا، ۲۱ اکتبر

محل استقرار افرادی که به سپاه غربی در روز نبرد سکیگاهارا خیانت کردند، کوبایاکاوا هیده‌آکی، بر روی تپهٔ ماتسوئو و همچنین محل استقرار کوتسوکی موتوتسونا، واکیساکا یاسوهارو، اوگاوا سوکه‌تادا و آکازا نائویاسو با رنگ زرد نشان داده شده‌است.

در ۲۱ اکتبر، ارتش غربی خود را در دره قرار داد و مقر میتسوناری در پای تپه ساسائو رو به ارتش شرقی بود، در حالی که موری هیدموتو تشکیلات جداگانه‌ای را در جناح چپ ارتش شرقی در پای کوه نانگو رهبری کرد. با آگاهی از مواضع یکدیگر در سپیده دم، مه غلیظ در ابتدا نقشه‌های جنگی را متوقف کرد و نبرد تا ساعت ۸ صبح که مه پاک شد آغاز نشد. سپس نبرد سکیگاهارا شاهد شکست قاطع ارتش غربی بود و گروه میتسوناری توسط کوبایاکاوا هیده‌آکی نابود شد. هیده‌آکی به ارتش شرقی پیوست و جناح راست تشکیلات را ضعیف کرد، در حالی که پس از درگیری کوچکتر و خیانت کیکاوا هیروایه تشکیلات شرقی تحت فرمان موری هیده موتو را مجبور کرد به جای پیوستن به نبرد، عقب‌نشینی کنند.
از ۲۱ تا ۳۰ اکتبر، قلعه اوگاکی متعاقباً توسط ارتش شرقی محاصره و تصرف شد، در حالی که در ۲۲ اکتبر کوبایاکاوا هیده‌آکی محاصره ساوایاما را آغاز کرد، ظاهراً به نشانه توبه و وفاداری به ایه‌یاسو؛ ایشیدا ماساتسوگو، برادر و فرمانده میتسوناری، فرمانده در قلعه ساوایاما. و در روز دوم محاصره خودکشی کرد. ایشیدا میتسوناری و آنکوکوجی اکی در حال فرار به شمال از سکیگاهارا اسیر شدند و متعاقباً در کیوتو در ۹ نوامبر اعدام شدند. سرنوشت آکاشی تاکه‌نوری (۱۵۶۶–۱۶۱۸) بعد از جنگ مشخص نیست.

### لشکرکشیناکاسندو
محاصره اوئدا
در ۲۵ اوت، اوتانی یوشیتسوگو با خاندان سانادا در قلعه اوئدا تماس گرفت و سانادا ماسایوکی و پسرش سانادا یوکیمورا؛ به خدمت گرفت. پسر بزرگتر سانادا نوبویوکی قبلاً توسط ماسایوکی فرستاده شده بود تا به توکوگاوا بپیوندید، که قبلاً از طریق همسرش کوماتسوهیمه (دخترخوانده ایه‌یاسو) با او پیوندهای ازدواج داشت. پسر ایه‌یاسو توکوگاوا هیده‌تادا در امتداد جاده ناکاسندو با ۳۶۰۰۰ مرد به سمت ولایت مینو در حرکت بود، ایه‌یاسو به او دستور داد که قلعه اوئدا را تهدید کند و همچنان به رسیدن به سپاه توکایدو راه را ادامه دهد. او در ۷ اکتبر به کارویزاوا رسید و متعاقباً در ۱۱ به کومورو رسید. با این حال، در آنجا از دستورها و فرمان پدرش سرپیچی کرد و در عوض به سوی اوئدا لشکر کشید و دهکده سامه تانی را محاصره کرد. به این ترتیب محاصره اوئدا به‌طور جدی آغاز شد.
توکوگاوا هیده‌تاداکه در سن ۲۱ سالگی در جنگ بی‌تجربه بود، قلعه اوئدا و فرمانده آن سانادا ماسایوکی را تا ۱۶ اکتبر ناموفق محاصره کرد، در آن زمان متوجه تأخیر خود شد و محاصره را رها کرد تا به سمت غرب در امتداد ناکاسندو به حرکت ادامه دهد. با این حال، تنها توانست با نیروهای ناامید پدرش در اواخر روز ۲۱ اکتبر، یک روز پس از پایان نبرد سکیگاهارا بیپوندد.

## جبهه توهوکو
نبرد آسای

نقاشی از لشکرکشی سکیگاهارا در سال ۱۸۵۴

قیام اوئه‌سوگی کاگه‌کاتسو حتی قبل از اعلام ارتش غرب به‌طور جدی آغاز شده بود، اما داته ماسامونه و موگامی یوشی‌آکی حتی قبل از اعلان جنگ شروع به واکنش‌های به خصمانه کرده بودن. خاندان ساتاکه در قلمرو کوبوتا به دلیل انعقاد قرارداد محرمانه با اوئه‌سوگی و از آنجائیکه رئیس خاندان ساتاکه یوشینوبو گرایش دو طرفه به هر دو سپاه داشت، در درگیری اعلام بی‌طرفی کردند. مائدا توشیناگا نیز طرفداری اش را به توکوگاوا اعلام کرد، اما در ابتدا به دلیل درگیری داخلی با جناح طرفدار غرب در خاندان مائدا به رهبری برادرش مائدا توشی‌ناگا (۱۵۷۸) در ولایت نوتو از حمایت او از اردوکشی ایه‌یاسو جلوگیری شد. توشیناگا سرانجام در ۷ سپتامبر قلعه دایشوجی را محاصره کرد که باعث خودکشی فرمانده پادگان شد.

### لشکرکشی کیچو دوا
لشکرکشی شمالی در داخل و اطراف ولایت دوا، معروف به «لشکرکشی کیچو دوا» (慶長出羽合戦)، نقطه عطف کلیدی برای اردوکشی سکیگاهارا به‌طور گسترده و عمدتاً اقدامی از طرف خاندان اوئه‌سوگی بود که علیه نیروهای ترکیبی نیروهای موگامی یوشی‌آکی و داته ماسامونه در تلاشی ناموفق برای کشاندن نیروهای ایه‌یاسو از ادو به طرف شمال انجام می‌شد.
محاصره شیروایشی
قبل از اعلام جنگ و در جریان پاسخگویی به بسیج خاندان اوئه‌سوگی، از ۱۸ تا ۱۹ اوت داته ماسامونه قلعه شیروایشی در جنوب سندای را که متعلق به ارتش اوئه‌سوگی که همسو با ارتش غربی بود، در محاصره کوتاهی تصرف کرد. ۲۰۰۰۰ سرباز ماسامونه تحت فرماندهی کاتاکورا کاگتسونا، اونینیوا سوناموتو و یاشیرو کاگیوری در ۶ اکتبر به ماتسوکاوا که توسط ۶۰۰۰ مدافع تحت فرماندهی هونجو شیگناگا و سودا ناگایوشی دفاع می‌شد، حمله کردند، اما حمله دفع شدند.
محاصره هاتایا
اوئه‌سوگی کاگه‌کاتسو، نائوئه کانه‌تسوگو را برای رهبری کمپین علیه داته ماسامونه و موگامی یوشی‌آکی انتخاب کرد. تهاجم به سه بخش از قلمرو موگامی در ۱۴ اکتبر با هدف تصرف قلعه یاماگاتا، مقر ۱۰۰۰۰ نفری موگامی یوشی‌آکی آغاز شد. کانه‌تسوگو در ۱۴ اکتبر از یونه‌زاوا واقع در استان یاماگاتا امروزی، با ۲۰۰۰۰ سرباز از لشکر اول به سمت غرب به سمت قلعه یاماگاتا پیشروی کرد. در مسیر، ارتش اوئه‌سوگی قلعه هاتایا را در ۱۸ اکتبر محاصره کرد، جایی که پادگان ۳۰۰ نفری به رهبری اگوچی گوهی در دفاع از آن تا آخرین نفر قبل از سقوط جنگیدند.
محاصره کامینویاما
به‌طور همزمان، لشکر دوم ۴۰۰۰ نفری تحت فرمان هونمورا چیکاموری و یوکوتا مونتوشی، قلعه کامینویاما را در جنوب یاماگاتا محاصره کرد که توسط ساتومی مینبو ملازم موگامی که با ایه‌یاسو همسو بود، از این قلعه نگهداری می‌شد. نیروهای اوئه‌سوگی قلعه را فتح کردند اما پس از آن به دلیل ضدحمله موگامی هومورا چیکاموری را در نبرد از دست دادند با شکست مواجه شدند و حرکت لشکر دوم به سمت یاماگاتا به تأخیر افتاد. لشکر سوم، متشکل از ۳۰۰۰ مرد به رهبری شیدا یوشیهیده و شیمو یوشیتادا، از شمال از طریق شونای به سمت یونگاوا پیشروی کرد.
محاصره هاسدو
نائوئه کانه‌تسوگو در ۲۱ اکتبر، روز نبرد سکیگاهارا، با شروع محاصره هاسدو به قلعه هاسدو رسید. در طول محاصره، داته ماسامونه و روسو ماساکاگه از گردنه‌های کوهستانی عبور کردند تا در ۲٫۵ کیلومتری شرق یاماگاتا در ۲۴ اکتبر اردو بزنند. و برای رفح محاصره تلاش کردند، که نائوئه کانه‌تسوگو را وادار کرد تا به هاسدو یورش برد؛ حمله دفع شد و کانه‌تسوگو عقب‌نشینی کرد و یک نیروی نگهدارنده برای تهدید هاسدو باقی گذاشت. در ۵ نوامبر، سرانجام خبر شکست در سکیگاهارا به کانه‌تسوگو رسید و دستور داده شد که محاصره به‌طور کامل برداشته شود و نیروهای اسکلت به یونزاوا بازگردند. داته ماسامونه از این عقب‌نشینی با تلاش برای محاصره قلعه فوکوشیما در ۱۲ نوامبر استفاده کرد، اما زمانی که اوئه‌سوگی کاگه‌کاتسو نیرویی را برای تقویت مدافعان رهبری کرد، عقب‌نشینی کرد.
نبرد ماتسوکاوا
درگیری اوئه‌سوگی با داته و موگامی از لشکرکشی سکیگاهارا بیشتر دوام داشت، با تلاش نافرجام بعدی توسط داته ماسامونه برای تصرف قلعه فوکوشیما که در نبرد ماتسکاوا در ۲۸ مه ۱۶۰۱ شکست خورد.

## جبهه کیوشو
در اوایل شروع خصومت‌ها، نابه‌شیما نائوشیگه از قلمرو هیزن قصد حمایت از توکوگاوا را داشت؛ اما پسرش نابه‌شیما کاتسوشیگه در شورای جنگ میتسوناری در ۱۷ اوت حضور داشت و او را به سمت پیوستن به ارتش غربی سوق داد. با این حال، در حالی که نیروهای نابه‌شیما در برخی از عملیات‌ها در هونشو از جمله حملات به قلعه فوشیمی و قلعه آنوتسو شرکت کردند. نائوشیگه در نهایت پسرش کاتسوشیگه را قبل از نبرد سرنوشت‌ساز در سکیگاهارا به کیوشو فراخواند و به ارتش شرقی پیوست. رهبر خاندان تاچیبانا، تاچیبانا مونه‌شیگه نیز به نیروهای ارتش غربی تحت خاندان موری پیوست و دفاع از قلمرو خاندان اوتومو و همچنین قدرت خود را به همسر و رئیس خاندان خود تاچیبانا گینچیو واگذار کرد. با این حال، پس از شکست در سکیگاهارا که مونه‌شیگه نتوانست به دلیل محاصره طولانی اوتسو در آن شرکت کند، مونه‌شیگه نیز برای دفاع از دارایی‌های خود به کیوشو بازگشت.
محاصره اودو
کاتو کیوماسا به سرعت در کیوشو کارزاری را برای محاصره دارایی‌های کونیشی یوکیناگا، یک ملازم خاندان موری و رقیب کیوماسا که تحت امر ارتش غربی در سکیگاهارا جنگیده بود، و پس از نبرد فرار کرده و مخفی شده بود، را آغاز کرد. قبل از ملاقات با کورودا یوشیتاکا، که قبلاً چندین مکان کوچک در کیوشو را فتح کرده بود، کیوماسا قلعه اودو را محاصره کرد.
نبرد ایشیگاکیبارا
کورودا یوشیتاکا نیز به‌طور جداگانه به قلمرو اوتومو یوشیمونه اردوکشی کرد و قلعه ایشیگاکیبارا را به راحتی در ۱۹ اکتبر تصرف کرد.
محاصره یاناگاوا
کاتو کیوماسا و کورودا یوشیتاکا همراه یکدیگر سپس محاصره یاناگاوا را در ولایت چیکوگو (در جنوب ژاپن) آغاز کردند که توسط تاچیبانا مونه‌شیگه و تاچیبانا گینچیو دفاع می‌شد. سربازان تاچیبانا همچنان در قلعه مقاومت می‌کردند، و گینچیو یک گروه شبه‌نظامی از راهبه‌ها را سازماندهی کرد تا پیشروی ارتش شرقی را کند کند، و خودش زره پوشیده بود تا به عنوان محافظ مونه‌شیگه عمل کند. مونه‌شیگه سرانجام قلعه را پس از این پیشنهاد تسلیم کرد که به ارتش شرقی پناهنده شود تا به خاندان شیمازو، رقبای دیرینه آنها حمله کند. -time rivals; با این حال، ایه‌یاسو طرحی برای مماشات شیمازو برای جلوگیری از ناآرامی پس از شکست آنها در سکیگاهارا تنظیم کرد و بنابراین هرگونه اقدام بیشتر علیه آنها را ممنوع کرد.

## گاهشماری نبرد
در زیر گاهشماری از وقایع منتهی به نبرد نهایی سکیگاهارا ۱۶۰۰ آمده‌است:
- ۷ مه - ایه‌یاسو از اوئه‌سوگی کاگه‌کاتسو برای بسیج نظامی‌اش توضیح می‌خواهد. کاگه‌کاتسو به خواست ایه‌یاسو پاسخ نمی‌دهد.
- ۸ ژوئن - ایه‌یاسو متحدان خود را برای مجازات اوئه‌سوگی کاگه‌کاتسو فرا می‌خواند.
- ۱۲ ژوئیه - ایه‌یاسو جلسه‌ای در اوساکا برای برنامه‌ریزی مجازات اوئه‌سوگی با حضور هوسوکاوا تادائوکی، داته ماسامونه، موگامی یوشی‌آکی، ساتاکه یوشینوبو و نانبو توشینائو برگزار می‌کند.
- ۲۱ ژوئیه - برابر با روز شانزدهم از ماه ششم، سال پنجم کیچو آغاز حرکت ایه‌یاسو از قلعه اوساکا. آغاز حمله به آیزو، سه ماه قبل از نبرد سرنوشت‌ساز اصلی
- ۲۶ ژوئیه – ایه‌یاسو پس از ملاقات با توری موتوتادا قلعه فوشیمی را ترک می‌کند.
- ۱۶ اوت - میتسوناری با اوتانی یوشیتسوگو ملاقات می‌کند و او را متقاعد می‌کند که در مقابل توکوگاوا قرار بگیرد.
- ۱۷ اوت – ایشیدا میتسوناری، آنکوکوجی اکی، اوتانی یوشیتسوگو و ماشیتا ناگاموری در قلعه ساوایاما ملاقات کردند و موافقت کردند که از موری تروموتو بخواهند فرمانده کل ائتلاف شود. ناگاموری مخفیانه اخبار مربوط به جلسه را برای ایه‌یاسو ارسال می‌کند.
- ۱۹ اوت - محاصره تانابه، در حالی که هوسوکاوا تادائوکی در حال پیوستن به ارتش برای حمله به اوئه‌سوگی، ارتش غربی میتسوناری، نیروهای ایکوما چیکاماسا بود، به قلعه تانابه به رهبری اونوکی شیگه‌کاتسو علیه هوسوکاوا فوجی‌تاکا حمله کرد.
- ۲۲ اوت – موری تروموتو به قلعه اوساکا می‌رسد و فرماندهی اتحاد غربی را بر عهده می‌گیرد.
- ۲۳ اوت - نبرد قلعه گیفو آغاز می‌شود، نبرد بین اودا هیده‌نوبو (پسر اودا نوبوناگا) از نیروهای غربی در برابر ایکدا تروماسا، ایکدا سن و فوکوشیما ماسانوری از نیروهای شرقی.
- ۲۷ اوت – محاصره فوشیمی به رهبری میتسوناری و کوبایاکاوا هیده‌آکی.
- ۲۹ اوت - ایه‌یاسو مقر خود را در اویاما، شیزوئوکا ایجاد کرد تا با متحدان دربارهٔ استراتژی گفتگو کند.
- ۳۰ اوت - نبرد آسای، مائدا توشیناگا برای ائتلاف شرقی، نیرویی از نیوا ناگاشیگه تحت حمایت اوئه‌سوگی کاگه‌کاتسو را تشکیل می‌دهد.
- ۱ سپتامبر - محاصره شیروایشی، اوئه‌سوگی کاگه‌کاتسو قلعه شیروایشی را در نبرد با نیروهای طرفدار توکوگاوا، داته ماسامونه از دست داد.
- ۶ سپتامبر - سقوط قلعه تانابه به دست سپاه غربی و ورود فوجیتاکا به [قلعه کامه‌یاما] که ارباب آن مائدا شیگه‌کاتسو، ژنرال سپاه غربی در ولایت تانبا بود.
- ۷ سپتامبر - مائدا توشیناگا (متحد توکوگاوا) به برادرش، توشیماسا حمله می‌کند و قلعه دایشوجی را محاصره می‌کند. در آخر فرمانده پادگان، یاماگوچی مونه‌ناگا، مرتکب هاراکیری می‌شود.
- ۸ سپتامبر – سقوط قلعه فوشیمی، توری موتوتادا و ماتسودایرا ایه‌تادا می‌میرد.
- ۱۰ سپتامبر - ایه‌یاسو از اویاما به قلعه ادو بازمی‌گردد.
- ۱۵ سپتامبر - ارتش غربی میتسوناری به قلعه اوگاکی رسید.
- ۲۹ سپتامبر - نابه‌شیما نائوشیگه و دیگر ژنرال‌های سپاه غربی قلعه ماتسوئوکا را محاصره کردند. سپاه شرقی ارتفاعات آکاساکا در نزدیکی قلعه اوگاکی را اشغال می‌کند.
- ۲۹ سپتامبر - سقوط قلعه گیفو به دست ائتلاف سپاه شرقی. توکوگاوا هیده‌تادا به سوی ناکاسندو می‌رود.
- ۳۰ سپتامبر - موری هیده‌موتو قلعه تسو که تومیتا نوبوتاکا در دست داشت را محاصره کرد. همسر نوبوتاکا، یوکی نو کاتا همراه با شوهرش از قلعه دفاع می‌کند.
- ۱ اکتبر – میتسوناری از اوگاکی به قلعه ساوایاما بازمی‌گردد و از تروموتو می‌خواهد که حرکت کند. تروموتو در قلعه اوساکا در حال دفاع از تویوتومی هیده‌یوری بود.
- ۷ اکتبر - ایه‌یاسو ادو را در راس ۳۰۰۰۰ مرد به سمت توکایدو ترک می‌کند.
- ۹ اکتبر - هیده‌تادا به کومورو، ناگانو می‌رسد و برخلاف دستور پدرش ایه‌یاسو، نیروهای خود را به سمت اوئدا، ناگانو منحرف می‌کند.
- ۱۲ اکتبر - ایه‌یاسو از شیمادا در ولایت سوروگا عبور می‌کند. اردو زدن هیده‌تادا در روستای سامتانی برای محاصره قلعه اوئدا علیه سانادا ماسایوکی.
- ۱۳ اکتبر - ایه‌یاسو از ناکایزومی در ولایت توتومی عبور می‌کند. موری هیده‌موتو و کیکاوا هیروایه وارد ولایت مینو می‌شوند و نزدیک کوه نانگو اردوگاه برپا می‌کنند. کوبایاکاوا هیده‌کانه، تاچیبانا مونه‌شیگه و تسوکوشی هیروکادو محاصره اوتسو، توسط کیوگوکو تاکاتسوگو برای ایه‌سو برگزار می‌شوند.
- ۱۴ اکتبر - ایه‌یاسو یک پیام‌رسان مخفی از کوبایاکاوا هیده‌آکی دریافت می‌کند که از او حمایت می‌کند. نائوئه کانه‌تسوگو نیروهای اوئه‌سوگی را در برابر موگامی یوشی‌آکی در محاصره هاسدو رهبری می‌کند.
- ۱۶ اکتبر - هیده‌تادا قلعه محاصره اوئدا را رها می‌کند و به سمت ولایت مینو می‌رود.
- ۱۹ اکتبر - ایه‌یاسو به قلعه گیفو در ولایت مینو می‌رسد. کورودا یوشیتاکا اوتومو یوشیمونه و سایر ژنرال‌های متحد میتسوناری را در نبرد ایشیگاکیبارا شکست می‌دهد.
- ۲۰ اکتبر – ایه‌یاسو به آکاساکا سپاه خود را منتقل کرد. دو ائتلاف در نبرد کویسه‌گاوا، در نزدیکی آکاساکا، به یکدیگر می‌رسند. نیروی شرقی پس از شکست در این نبرد به سکیگاهارا عقب‌نشینی می‌کند. ائتلاف غربی از قلعه اوگاکی به سوی سکیگاهارا حرکت می‌کند.
- ۲۱ اکتبر - برابر با روز پانزدهم از ماه نهم، سال پنجم کیچو نبرد سکیگاهارا
- اکتبر - محاصره یاناگاوا آخرین نبرد از لشکرکشی کیوشو سکیگاهارا است.
- ۳۰ اکتبر – داته ماسامونه تلاش می‌کند قلعه فوکوشیما را فتح کند اما بازنشسته می‌شود. (در ماه مه ۱۶۰۱، در طول نبرد ماتسوکاوا، ماسامونه توسط هونجو شیگه‌ناگا دفع شد)
- ۵ نوامبر - نائوئه کانه‌تسوگو خروج کامل همه نیروهای اوئه‌سوگی را خواستار شد و به مبارزات اوئه‌سوگی در شمال پایان داد.

## کتابشناسی
- Bryant, Anthony (1995). Sekigahara 1600: The Final Struggle For Power. Osprey Campaign Series. Vol. 40. Oxford: Osprey Publishing. ISBN 978-1-85532-395-7.
- Davis, Paul (1999). "Sekigahara, 21 October 1600". 100 Decisive Battles: From Ancient Times to the Present. Oxford University Press. ISBN 978-0-19-514366-9.
- Turnbull, Stephen (2000) [first published 1998]. The Samurai Sourcebook. London: Cassel & Co. ISBN 978-1-85409-523-7.
- Turnbull, Stephen (2002). War in Japan 1467-1615. Osprey Essential Histories. Vol. 46. Oxford: Osprey Publishing. ISBN 978-1-84176-480-1.